# 柴作舟
柴作舟，字新甫，貴州省貴陽府修文縣人，清政治人物、進士出身。

## 生平
光緒十二年（1886年）丙戌科進士，二甲九十三名，同年五月，著交吏部掣签，分发各省以知县即用。后官四川知縣，升道員。